# RussenKo
RussenKo est un festival consacré aux arts et cultures russes et russophones. Il se déroule chaque dernier week-end de janvier dans la ville du Kremlin-Bicêtre, dans le Val-de-Marne, en France. Ce festival met en avant de nombreux champs artistiques (littérature, géopolitique, théâtre, danse, photographie, musique classique, musiques actuelles, cinéma, arts plastiques, etc.) et présente également chaque année des œuvres et des artistes actuels, issus de l’espace russophone, au public français.
Créé en 2010 et organisé par la ville du Kremlin-Bicêtre et l’association France-Oural en partenariat avec la fondation Eltsine, il a pour objectif de favoriser les rencontres et les échanges entre des espaces historiquement et culturellement liés : la France, la Russie et l’espace russophone. Il s’inscrit dans la politique de coopération internationale de la ville du Kremlin-Bicêtre et trouve son prolongement en Russie dans le cadre de l’accord de coopération décentralisée signé en 2011 entre la ville du Kremlin-Bicêtre et le district de Dmitrov, dans la région de Moscou.
En 2012 le festival a accueilli deux événements importants de la littérature russe : 
- Le « prix Russophonie », créé à l’initiative de la Fondation Eltsine et de l’association France-Oural, qui récompense depuis 2006 la meilleure traduction d’un ouvrage littéraire du russe vers le français.
- Les « Journées du Livre Russe », salon qui met en avant les auteurs et éditeurs de littérature russophone.

## Les différentes éditions de Russenko
- Édition 2010 : les 29, 30 et 31 janvier
- Édition 2011 : les 28, 29 et 30 janvier
- Édition 2012 : les 27, 28 et 29 janvier
- Édition 2013 : les 25, 26 et 27 janvier
- Édition 2014 : les 24, 25 et 26 janvier
- Édition 2015 : les 30 et 31 janvier, le 1er février
- Édition 2016 : suspendue par décision de la ville du Kremlin-Bicêtre[1].